# Пурбачарака, Раден Мас Нгабехи
Пурбачарака, Раден Мас Нгабехи (индон. Raden Mas Ngabehi Poerbatjaraka);(1 января 1884,  Суракарта  — 25 июля 1964, Джакарта) - индонезийский санскритолог, специалист по древнеяванскому языку.

## Краткая биография
Родился в семье одного из высокопоставленных придворных сусухунана Суракарты Пакубувоно Х. Закончил семилетнюю голландско-индийскую школу для детей аристократов, где изучал малайский и голландский языки. В 1910 году переехал в Джакарту и поступил на службу а отдел археологии Центрального музея Джакарты (ныне Национальный музей Индонезии). Учил древнеяванский язык и санскрит у голландского учёного профессора Николаса Крома, который в это время возглавлял Археологическую службу Нидерландской Индии . В 1921-1925 преподавал и одновременно учился в Лейденском университете, в 1926 получил степень доктора (без защиты) .

## Научная и преподавательская деятельность
По возвращении на родину работал в Джакартском музее куратором отдела рукописей, в 1945-1950 гг. в Археологической службе. Одновременно преподавал в Университете Гаджа Мада (Джокьякарта), Национальном университете (Джакарта) и Университете Индонезия. С 1950 года в должности профессора. В 1959 году создал гуманитарный факультет в Университете Удаяна в Денпасаре, был первым его деканом.
Переводил и издавал эпиграфику и древнеяванские источники, в том числе в серии "Библиотека Яваника" (“Bibliotheca Javanica”) .  Написал более 70 книг и статей, главным образом на голландском языке.

## Награды
- Почётное звание «Мпу» (Университет Индонезия, 1964)

## Семья
- Отец Раден Туменггунг Пурбадипура
- Мать Раден Адженг Сему
- Супруга Раден Адженг Мусима
- Дочь Раден Адженг Ратна Химавати

## Основные Публикации
- Poerbatjaraka, Raden Mas Ngabei. Agastya in den Archipel. Leiden: E.J. Brill, 1926.
- Dharmaja, Empu; Poerbatjaraka, Raden Mas Ngabei. Smaradahana: oud-javaansche tekst met vertaling. Bandoeng: [Java] Nix, 1931.
- Nītisāstra: Otto von Böthlingk; Poerbatjaraka, Raden Mas Ngabei. Nītiçāstra: oud-javaansche tekst met vertaling. Bandoeng [Java] Nix, 1933.
- Poerbatjaraka R. Ng. , Hooykas C Dr.  Mpu Sedah en Mpu Panuluh – BHARATA YUDDHA. Batavia : G. Kolff & Co: 1933.
- Gerhardus Willebrordus Joannes Drewes; Poerbatjaraka, Raden Mas Ngabei. De mirakelen van Abdoelkadir Djaelani. Bandoeng: A.C. Nix, 1938.
- Poerbatjaraka, Raden Mas Ngabei. Menak. Bandoeng: A.C. Nix, 1940.
- Poerbatjaraka, Raden Mas Ngabei; Peter Voorhoeve; Christiaan Hoogkaas; Lembaga Kebudajaan Indonesia. Indonesische handschriften. Bandung: A.C. Nix, 1950.
- R. M. Ng. Prof. Dr. Poerbatjaraka. Kapustakan Djawi. Djakarta/Amsterdam: Djambatan, 1952.
- Poerbatjaraka R.M.Ng., Hadidjaja T. Kepustakaan Djawa [Яванская литература]. Djakarta, 1957 (рецензия. Б.Б. Парникель. "Народы Азии и Африки", 1959,  № 4. С. 179–180 (Engl.sum.).
- Poerbatjaraka, Raden Mas Ngabei.; Zuber Usman; H B Jassin. Tjerita Pandji dalam perbandingan. Jakarta:Gunung Agung, 1968
- Haksan Wirasutisna; M J Melalatoa; Poerbatjaraka, Raden Mas Ngabei. Indonesian folk tales. Jakarta: Balai Pustaka, 1981.

## Память
- Одно из зданий Университета Гаджа Мада носит имя учёного (Gedung  Poerbatjaraka)